# Davis-Putnam-Verfahren
Das Davis-Putnam-Verfahren (nach Martin Davis und Hilary Putnam) entscheidet über die Unerfüllbarkeit einer aussagenlogischen Formel in konjunktiver Normalform. Das Verfahren sollte nicht mit der Weiterentwicklung, dem DPLL (Davis-Putnam-Logemann-Loveland)-Algorithmus, verwechselt werden.

## Definition
- Klausel: eine Menge von Literalen verbunden durch Disjunktion
- Formel: eine Menge von Klauseln verbunden durch Konjunktion
- Block: eine Menge von Formeln verbunden durch Disjunktion

Das Davis-Putnam-Verfahren stellt Regeln für die Transformation von Blöcken in Blöcke, von der Form „ersetze eine Klausel durch eine (eventuell leere) Klauselmenge“ zur Verfügung. Wenn B in B' transformiert wird, dann ist B unerfüllbar genau dann, wenn B' unerfüllbar ist. Ein Block ist unerfüllbar, wenn alle Formeln, die er enthält, unerfüllbar sind.
Eine Sequenz von Blöcken (eine Herleitung) wird mit Hilfe von Regeln erzeugt. Die Formel ist unerfüllbar, wenn ein „syntaktisch unerfüllbarer Block“ erzeugt wird, und erfüllbar, wenn ein „syntaktisch erfüllbarer Block“ erzeugt wird.

## Regeln

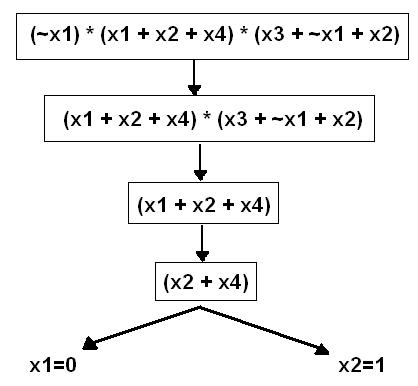
Beginn einer – nicht erfolgreichen – Herleitung aus der Formel (¬x_{1}) ∧ (x_{1}∨x_{2}∨x_{4}) ∧ (x_{3}∨¬x_{1}∨x_{2}) bzw. als Klauselmenge { {¬x_{1}}, {x_{1},x_{2},x_{4}}, {x_{3},¬x_{1},x_{2}} }: die One-Literal-Regel für ¬x_{1} führt in drei Schritten (komplettes Streichen der 1. und 3. Klausel, da sie ¬x_{1} enthalten, Streichen von x_{1} aus der 2. Klausel) zu (x_{2}∨x_{4}) bzw. { {x_{2},x_{4}} }; daraus wird x_{1}=0 und nach weiteren (nicht gezeigten) Regelanwendungen letztlich x_{2}=1 gewonnen. Diese Belegung erfüllt die ursprüngliche Formel.

- Splitting-Regel
Sei {\displaystyle F} eine nichtleere Formel mit mindestens einer nichtleeren Klausel {\displaystyle K}, sei {\displaystyle L} ein Literal in {\displaystyle K}. Ersetze {\displaystyle F} durch zwei Formeln {\displaystyle F[L]} und {\displaystyle F[{\bar {L}}]}.
- One-Literal-Regel
Sei {\displaystyle F} eine Formel der Form {\displaystyle F=F'\cup \{\{L\}\}} (Das heißt {\displaystyle L} komme in einer Klausel von {\displaystyle F} alleine vor.) Ersetze {\displaystyle F} durch {\displaystyle F[L]}.
- Pure-Literal-Regel
Sei {\displaystyle F} eine Formel, die mindestens eine Klausel mit einem Literal {\displaystyle L} und keine Klausel mit dem Literal {\displaystyle {\bar {L}}} enthält. Ersetze {\displaystyle F} durch {\displaystyle F[L]}.
- Subsumption-Regel
Wenn eine Formel zwei Klauseln {\displaystyle K_{1},K_{2}} enthält mit {\displaystyle K_{1}\subseteq K_{2}}, dann streiche {\displaystyle K_{2}} aus {\displaystyle F}.
- Bereinigungsregel
Streiche alle Klauseln, die ein Literal {\displaystyle L} und seine Negation {\displaystyle \neg L} enthalten.

Hinweis:

{\displaystyle F[L]} wird aus {\displaystyle F} gewonnen, indem man
- alle {\displaystyle L} enthaltenden Klauseln streicht, und
- alle Vorkommnisse von {\displaystyle \neg L} in den übrigen Klauseln streicht.

{\displaystyle F[{\bar {L}}]} wird aus {\displaystyle F} in analoger Weise gewonnen, indem man
- alle {\displaystyle \neg L} enthaltenden Klauseln streicht, und
- alle Vorkommnisse von {\displaystyle L} in den übrigen Klauseln streicht.

## Herleitung
- Eine Herleitung aus der Formel F ist eine Sequenz {\displaystyle {F},B_{1},B_{2},\dots } von Blöcken, die mit Hilfe der Regeln konstruiert wird.
- Eine Herleitung ist maximal, wenn sie nicht erweitert werden kann.
- Eine Herleitung ist erfolgreich, wenn sie mit einem Block endet, der in jeder Formel die leere Klausel enthält.
- Eine Herleitung ist nicht erfolgreich, wenn sie mit einem Block endet, der eine leere Formel enthält.

## Korrektheit
Sei F eine unerfüllbare Formel. Dann ist jede maximale Herleitung aus F erfolgreich.
Sei F eine erfüllbare Formel. Dann ist jede maximale Herleitung aus F nicht erfolgreich.